# Lill-Antnästräsket
Lill-Antnästräsket är en sjö i Luleå kommun i Norrbotten och ingår i Insjöar i Luleälven-Alåns kustområde. Sjön har en area på 0,0684 kvadratkilometer och ligger 22 meter över havet. Sjön avvattnas av vattendraget Norrbäcken.

## Delavrinningsområde
Lill-Antnästräsket ingår i det delavrinningsområde (728726-178111) som SMHI kallar för Ovan Sörbäcken. Medelhöjden är 25 meter över havet och ytan är 16,82 kvadratkilometer. Det finns ett avrinningsområde uppströms, och räknas det in blir den ackumulerade arean 23,86 kvadratkilometer. Avrinningsområdets utflöde Norrbäcken mynnar i havet. Avrinningsområdet består mestadels av skog (63 procent), öppen mark (15 procent) och jordbruk (10 procent). Avrinningsområdet har 0,07 kvadratkilometer vattenytor vilket ger det en sjöprocent på 0,2 procent. Bebyggelsen i området täcker en yta av 1,12 kvadratkilometer eller 4 procent av avrinningsområdet.